# Burradon, Tyne and Wear
Burradon är en ort i distriktet North Tyneside, i grevskapet Tyne and Wear, i England. Burradon var en civil parish 1866–1912 när blev den en del av Longbenton. Civil parish hade 1 310 invånare år 1911.